# La Galite
Pour l'auteur de polar, voir John La Galite.
La Galite (arabe : جالطة) est un archipel d'îles rocheuses d'origine volcanique situé au point le plus septentrional de la Tunisie, ainsi que de tout le continent africain.

## Géographie

### Localisation
Rattaché à la délégation de Bizerte Nord dans le gouvernorat de Bizerte, cet archipel tunisien est situé à une quarantaine de kilomètres au nord-ouest du cap Serrat, point le plus proche de la côte tunisienne, duquel il est séparé par le canal de La Galite. Il se trouve à une soixantaine de kilomètres au nord-est de la ville de Tabarka et à environ 150 kilomètres au sud du cap Spartivento (sud-ouest de la Sardaigne, en Italie).

### Îles composant l'archipel
L'île principale située au centre de l'archipel, La Galite, couvre 732 hectares. Elle mesure 5,4 kilomètres de longueur d'est en ouest et jusqu'à 2,9 kilomètres de largeur dans sa partie orientale. Bordée par des falaises de 200 mètres de hauteur, elle ne peut être approchée que par la baie de l'Escueil de Pasque, au sud de l'île. Son point le plus élevé, culminant à 391 mètres, est le Bout de Somme (Grand sommet) qui est surmonté par une tour de surveillance. On y monte par un sentier rocailleux qui est la meilleure voie de communication de l'île ; ce sentier traverse des jardins en espaliers où, malgré la rareté de la terre végétale, poussent des figuiers, des cactus, des oliviers, de la vigne et assez de céréales pour subvenir aux besoins des quelques familles de pêcheurs. Jadis boisée, l'île n'abrite plus qu'une brousse peu élevée. Le Piton de l'est, une crête en forme de cône située au sud-est de l'île, culmine à 360 mètres.
Hormis l'île principale, il existe deux groupes de plusieurs îlots qui sont tous difficilement abordables par la mer.

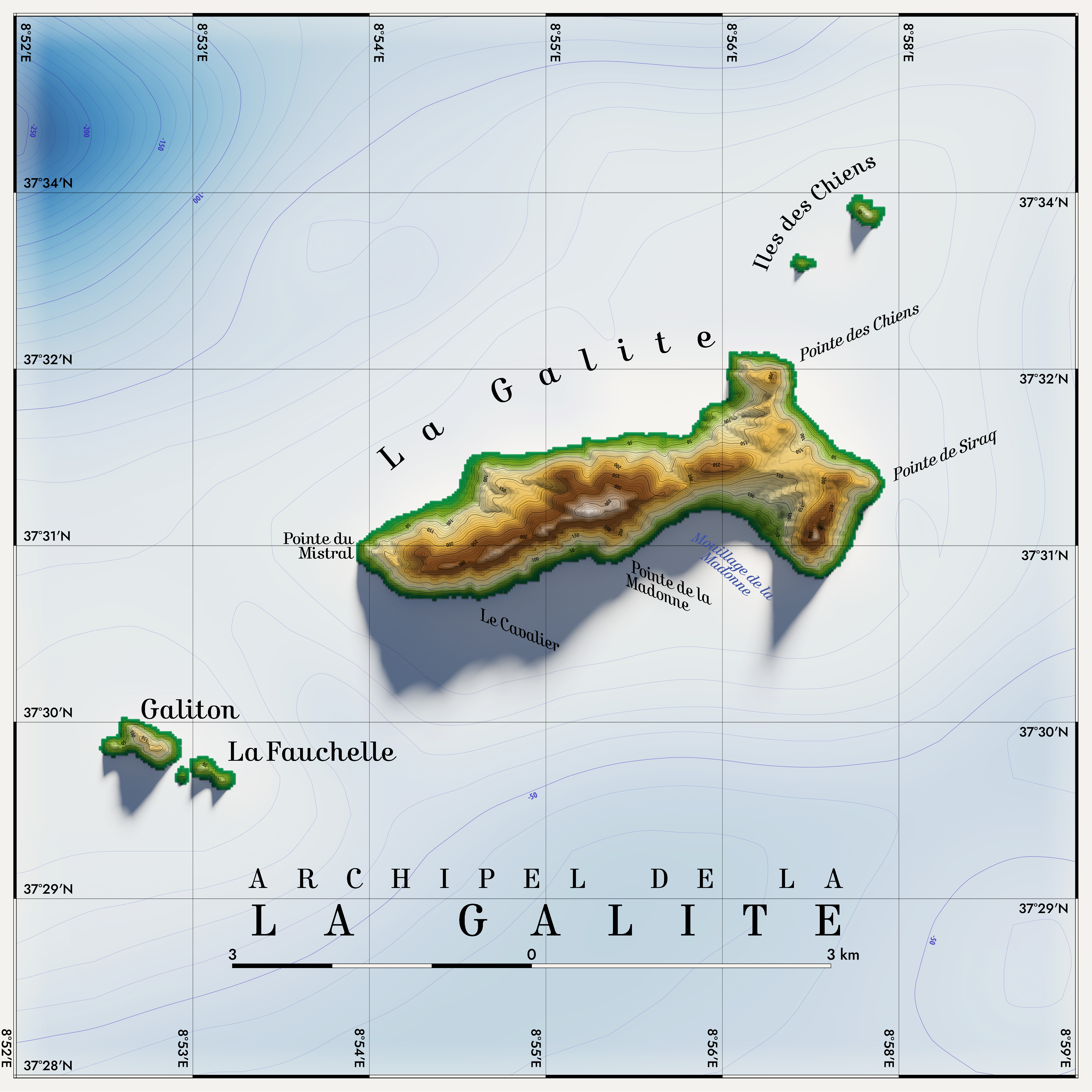
Carte topographique de La Galite.

Au sud-ouest, à trois kilomètres de l'île principale de La Galite, Les Galitons se composent de l'île du Galiton (trente hectares, 118 mètres d'altitude) et de La Fauchelle (13,6 hectares, 137 mètres d'altitude) qui sont les deuxième et troisième plus grandes îles de l'archipel. Sur la crête du Galiton se trouve un phare de 14 mètres de hauteur.
Les trois Galitons situés entre un et deux kilomètres à l'est de l'île principale de La Galite sont collectivement appelés « Les Chiens » (à ne pas confondre avec les îles Cani situés plus à l'est sur la côte tunisienne). Ces trois Gallitons de l'est sont : Le Gallo (8,9 hectares, 119 mètres d'altitude), La Gallina (3,1 hectares, 60 mètres d'altitude) et le Pollastro (0,6 hectare, 35 mètres d'altitude).

## Histoire

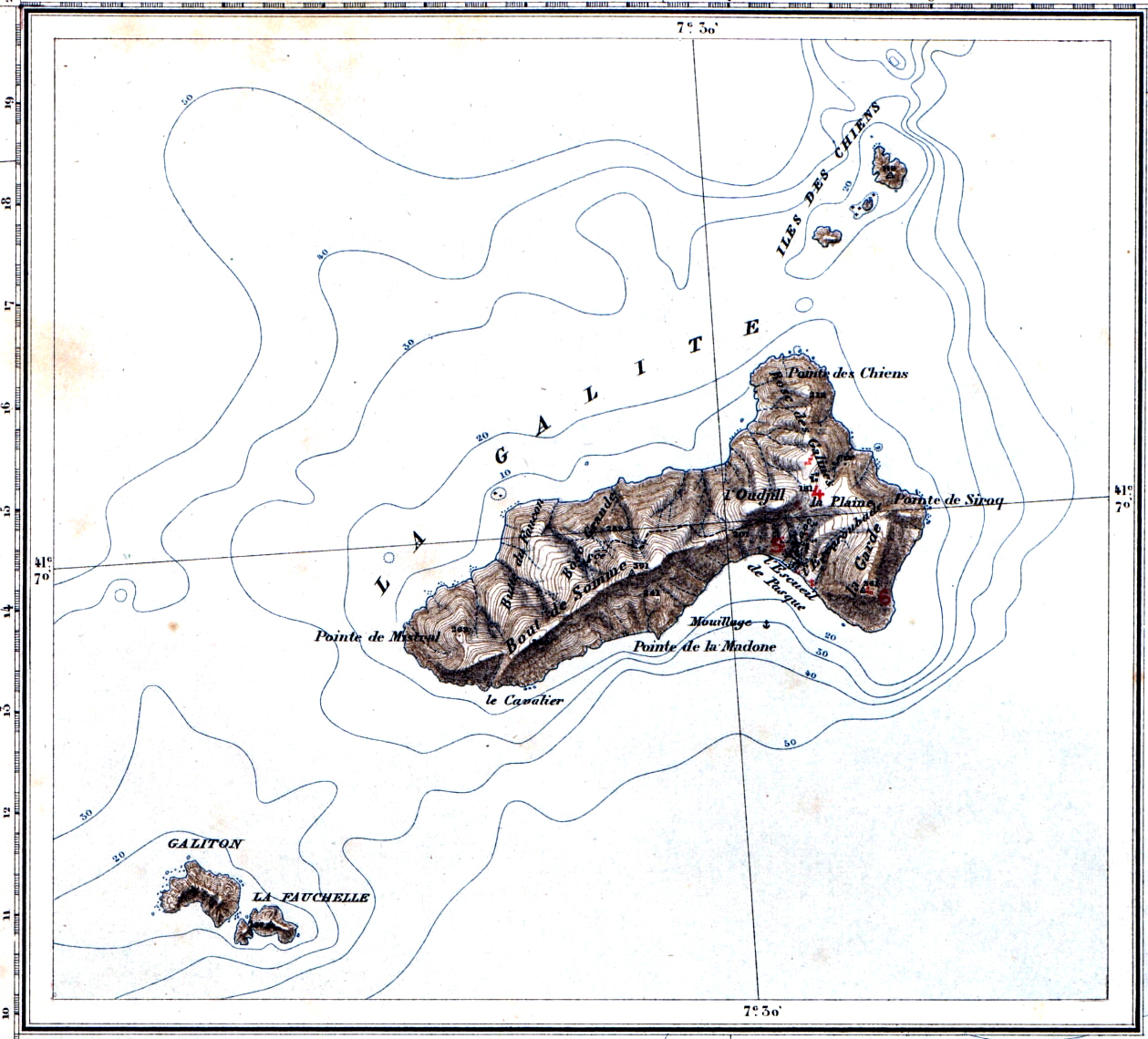
Ancienne carte des îles de La Galite.

La découverte de gargoulettes puniques et de monnaies romaines indique que l'île est peuplée dès l'Antiquité.
Durant le protectorat, on recense, en 1906, 174 habitants dont 67 Français et 107 Italiens. Une grande partie des habitants — Tunisiens de naissance mais d'origine italienne — sont partis en France vers les années 1960, à la suite de l'indépendance du pays, pour s'installer dans la commune du Lavandou et les villages environnants.
Le leader indépendantiste Habib Bourguiba y est exilé du 21 mai 1952 au 20 mai 1954 dans un ancien fort abandonné.
En vue des élections municipales de 2023, La Galite devient officiellement une imada et une circonscription électorale, malgré l'absence d'habitants sur l'archipel.

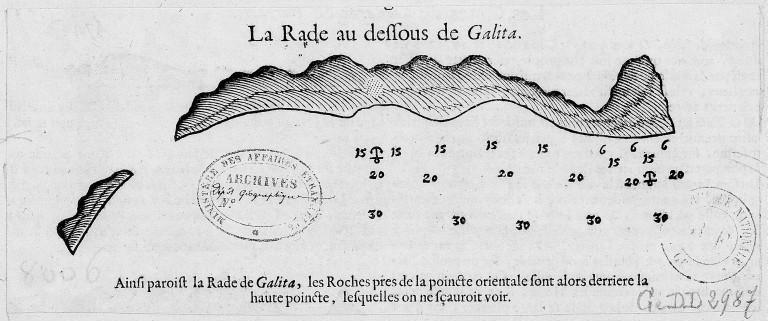
Carte de La Galite en 1684.
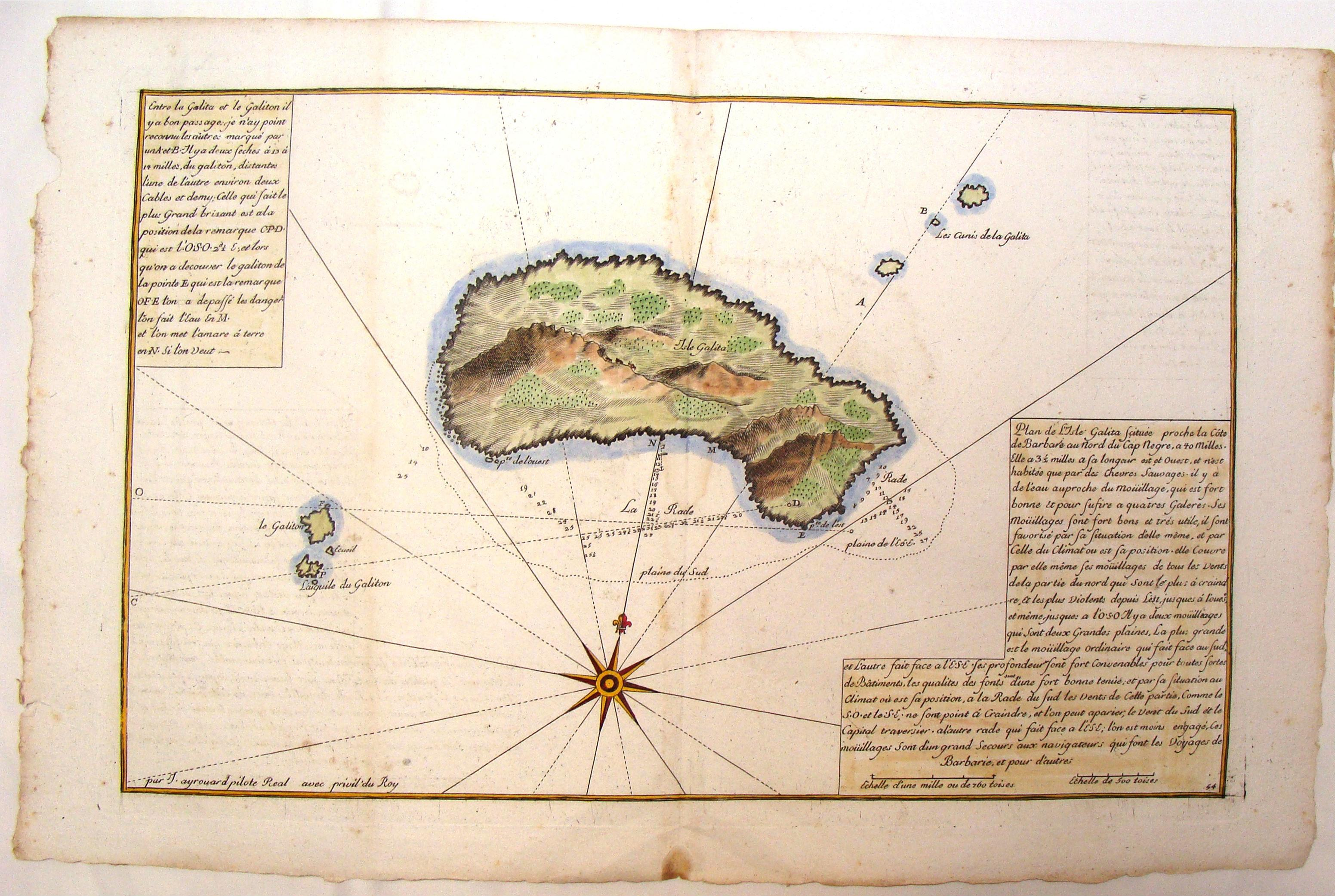
Carte de La Galite au XVIIIe siècle.
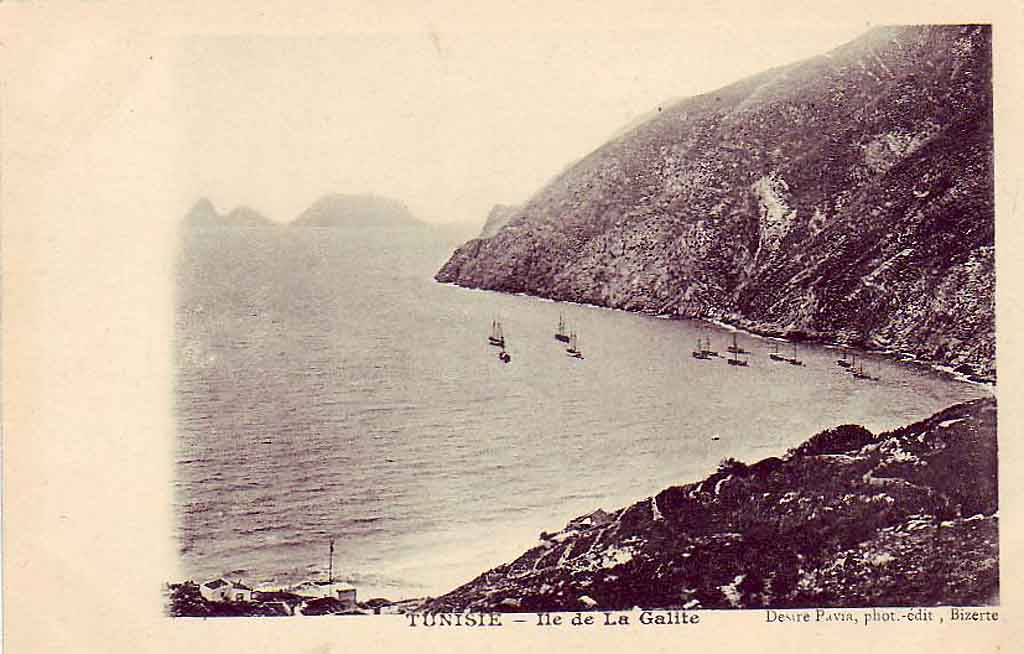
Rivages de La Galite vers 1900.
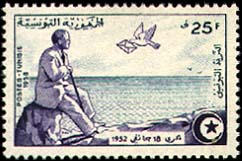
Timbre représentant Bourguiba à La Galite.

## Classement
En vue de la préservation du phoque moine et des dauphins, la zone maritime entourant Le Galiton, située entre la laisse de basse mer et la ligne d'un demi mîle au large de l'îlot, est classée depuis le 4 juillet 1980, par arrêté du ministère de l'Agriculture, en tant que réserve naturelle intégrale ; les hautes eaux jusqu'à 12 mîles (22 km) sont classées comme aire marine protégée et Specially Protected Areas of Mediterranean Importance (zone de la mer Méditerranée d'importance spéciale).

## Biodiversité
La biodiversité de La Galite est unique comparée au reste de la Tunisie continentale. L'inventaire de flore totale de l'archipel est supérieur à 300 espèces avec sept orchidées différentes. Particulièrement remarquable est la présence de l'orchidée Serapias nurrica Corrias (it) qui ne se trouve par ailleurs qu'en Sardaigne, en Corse, à Minorque, en Sicile et en Calabre (c'est donc une espèce dite tyrrhénienne). Cette orchidée est un indicateur du lien biogéographique entre l'archipel de La Galite et le bloc corso-sarde.
Sur l'île de La Fauchelle, Allium commutatum Guss. se retrouve sur une « presqu'île aux ails ». En Tunisie, cet ail ne se rencontre ailleurs que sur des îles (Pilau et les îles Cani). En Méditerranée, c'est une espèce tyrrhénienne. L'île de la Fauchelle est aussi le seul endroit en Tunisie où a été localisée la Doradille marine (Asplenium marinum L.), fougère atlantico-méditerranéenne. L'archipel représente un mélange biologique particulier avec des plantes endémiques dans un triangle compris entre la Corse, la Sardaigne et la presqu'île de l'Edough (au nord-est de l'Algérie), comme le choux Brassica cretica subsp atlantica, et une espèce de gecko phyllodactyle, Euleptes europaea, dont c'est la zone d'extension la plus au Sud.
Les Italiens qui ont quitté l'île en 1958-1959 affirment que le diss (Ampelodesmos mauritanicus) a été introduit dans l'archipel par leurs ancêtres à partir de l'île de Ponza. Ces pêcheurs utilisaient en effet les feuilles sèches de cette plante pour tresser des cordages selon une technique qu'ils décrivent en détail et la plante a l'avantage de retenir les sols.